# 张钰琪
张钰琪（2002年5月8日—），中国歌手，唱片公司为哇唧唧哇娱乐文化。其于2013年参加金鹰卡通卫视儿童歌唱类节目《中国新声代1》，由此获得关注。2019年参加腾讯视频音乐选秀节目《明日之子3》，获得“最强厂牌”称号（即冠军）。

## 经历
2002年5月8日，张钰琪出生于中国湖北省黄石市。2009年，其由黄石市移居武汉市，并就读于武汉实验外国语学校，后加入该校合唱队。2011年，其参与该市“红领巾心向党”红歌传唱校园行个人演唱决赛，并获得该赛事的冠军。2012年10月，其随学校合唱队参与“滚石30”演唱会武汉站，领唱开场歌曲《快乐天堂》。此后，张钰琪开始接受正规声乐训练。
2013年6月，其参与金鹰卡通卫视儿童歌唱类节目《中国新声代1》，并加入胡海泉班级，获“袖珍核武器”之称呼。而其在该季节目“班级荣誉战”阶段的演出片段则于节目播出后获得大量关注，有关视频在新浪微博的播放量一度位列该平台第四位。同年8月18日，其与《中国新声代1》的另一位学员黄誉博一同参与2013年大围山避暑节露营音乐季“卡通之夜”。
2014年，张钰琪与该季节目的部分学员组建“新声一班”组合，并于该年8月8日随组合发行首张EP《新声一班》。同年，其又参与《中国新声代2》，并加入尚雯婕班级。9月20日，其与《中国新声代2》的另两位学员潘韵淇、吕兴阳参与金鹰卡通麦咭儿童艺术节闭幕礼。
2015年11月14日，其又与潘韵淇及金鹰卡通“飞行家族”共同参与湖南方特欢乐世界“方特夜·芒果FAN”狂欢嘉年华。
2016年1月22日，张钰琪加入由国务院侨务办公室主办的2016“中华文化大乐园”优秀才艺学生交流团，并于2月中旬随该团赴澳大利亚演出。2月6日，参加湖南娱乐频道《澳牧宝贝迎新春》新春喜乐会。5月1日，其参与了“为爱而唱”超级童星公益演唱会全国巡演长沙站；28日，参与“童声同梦”超级童星公益演唱会全国巡演佛山站。31日，参加湖南金鹰卡通《六一惊奇夜》儿童节晚会。随后，作为嘉宾参与湖南卫视选秀节目《超级女声》女生学院。6月18日，与部分《中国新声代》学员参加宁乡沩山麦咭音乐嘉年华。7月17日，参演湖南IPTV亲子歌唱节目《全家一起唱儿歌》总决赛。 7月底，随“中华文化大乐园”优秀才艺学生交流团参加2016年全球华裔和港澳台地区青少年“中国寻根之旅”夏令营，赴郑州、武夷山、北京，济南进行国内四城巡演。8月27日，其參與「為愛而唱」超級童星公益演唱會全國巡演广州站。9月2日，与钱正昊，陈依妙参演央视音乐频道《一起音乐吧》。10月1日，与部分《中国新声代》学员参演2016麦咭音乐节。12月3日，担任“为爱而唱”武汉站爱心使者，随“为爱而唱”组委会一同走进黄冈市浠水县，参加关爱留守儿童大型爱心公益行活动。
2017年1月2日，其参与“为爱而唱”超级童星公益演唱会全国巡演武汉站。1月18日，作为Younger家族旗下“N+”新成员，奔赴韩国WKS韩国国民大学韩流学院进行近一个月的练习生训练。8月29日，其参与了“为爱而唱”超级童星公益演唱会全国巡演广州站。同年，其从武汉市英格中学毕业后，考入北京市的一间国际学校。10月，跟随“中华文化大乐园”优秀才艺学生交流团到拉美国家智利和墨西哥进行巡回演出。11月，随交流团奔赴美国，分别在芝加哥、费城和休斯顿进行文艺表演。
2018年2月，登上2018湖南卫视全球华人华侨春晚，与众明星一同表演开场舞曲。2月16日至18日，受邀参加“2018首届中国体育庙会”，在庙会开幕式以及嘉年华舞台表演。参加由中国国务院侨务办公室主办的“文化中国 四海同春”新春文艺晚会，于2月25日、26日分别在美国洛杉矶和凤凰城进行春节访问演出。7月25日，受邀参加人民大会堂举办的第九届“中国寻根之旅”夏令营北京集结营文艺演出，与钱正昊合唱《北京欢迎你》。8月28日，参加“2018向坚持梦想者致敬”颁奖典礼。9月，参加《中国新声代5》，担任选手帮帮唱嘉宾。10月6日，参演樂藝李工作室主办的 “新声high唱会” 深圳站。此后，担任钱正昊新歌首唱会10月14日上海站和11月4日深圳站演唱嘉宾。12月，获得伯克利音乐学院的入学资格与奖学金。
2019年1月2日， 参演“伯克利音乐学院明星学生跨洋大秀-初高中生音乐狂欢盛典”。1月15日，受邀参加“2019中芬冬季运动会”开幕式，与钱正昊合唱开幕式歌曲。6月，以“Restart”赛道参赛者身份参加腾讯视频音乐选秀节目《明日之子水晶时代》，并最终于8月24日以4075469个点赞数获得该季节目的“最强厂牌”称号（即冠军）。10月27日， 参与录制的《快乐大本营》在湖南卫视播出。30日，受邀为2020年腾讯视频V视界大会演唱表演。次日，参加2019年亚洲新歌榜年度盛典，获年度最具潜力新人荣誉。11月4日北京时间，受邀担任第八届美国科学突破奖颁奖礼表演嘉宾，成为中国内地首位登上此颁奖典礼献唱原创的00後歌手。

## 音乐作品

### 随新声一班发行
录音室专辑
| 新声一班 | 专辑                | 2014年8月8日 | 中文 | 巨匠娱乐 | \| 1. \| 太阳天空照 \| \| 2. \| 心愿 \| \| 3. \| 终结（Solo） \| \| 4. \| 绝不（Solo） \| \| 5. \| 毋需挂念（未参与） \| \| 6. \| Mr.主角（Solo） \| \| 7. \| 守护天使 \| \| 8. \| 夏夜的银河 \| \| 9. \| Oyna Oyna（未参与） \| \| 10. \| Happy New Year \| |
| 列表     |                     |              |      |          | |
| #        | 曲目                |              |      |          | |
| 1.       | 太阳天空照          |              |      |          | |
| 2.       | 心愿                |              |      |          | |
| 3.       | 终结（Solo）        |              |      |          | |
| 4.       | 绝不（Solo）        |              |      |          | |
| 5.       | 毋需挂念（未参与）  |              |      |          | |
| 6.       | Mr.主角（Solo）     |              |      |          | |
| 7.       | 守护天使            |              |      |          | |
| 8.       | 夏夜的银河          |              |      |          | |
| 9.       | Oyna Oyna（未参与） |              |      |          | |
| 10.      | Happy New Year      |              |      |          | |

单曲
| 发行日        | 名称               | 参考及备注           |
| ------------- | ------------------ | -------------------- |
| 2014年1月16日 | 《Happy New Year》 |                      |
| 2014年3月31日 | 《我们去探险吧》   | 《疯狂的麦咭》主题曲 |

### 独立发行
录音室专辑
| ZHANG | EP                     | 2020年3月16日 | 英文、中文 | 哇唧唧哇 | \| 1. \| Outside \| \| 2. \| Baby Don't Cry \| \| 3. \| 16-45 \| \| 4. \| Outside（伴奏） \| \| 5. \| Baby Don't Cry（伴奏） \| \| 6. \| 16-45（伴奏） \| |
| 列表  |                        |               |            |          | |
| #     | 曲目                   |               |            |          | |
| 1.    | Outside                |               |            |          | |
| 2.    | Baby Don't Cry         |               |            |          | |
| 3.    | 16-45                  |               |            |          | |
| 4.    | Outside（伴奏）        |               |            |          | |
| 5.    | Baby Don't Cry（伴奏） |               |            |          | |
| 6.    | 16-45（伴奏）          |               |            |          | |

单曲
| 发行日         | 名称                 | 参考及备注                                        |
| -------------- | -------------------- | ------------------------------------------------- |
| 2020年12月17日 | 《我要你》           | 原唱：任素汐                                      |
| 2020年12月23日 | 《陪你度过漫长岁月》 | 原唱：陈奕迅                                      |
| 2021年2月14日  | 《致命危险》         | 《王者荣耀》“默契交锋”皮肤推广曲 合作演唱：余佳运 |

## 节目

### 《中国新声代》参赛记录
| 集数           | 播放日期      | 演出曲目及原唱                  | 备注                   |
| -------------- | ------------- | ------------------------------- | ---------------------- |
| 第一季第十一集 | 2013年6月15日 | 《我是一只小小鸟》 / 赵传       | 加入胡海泉班级         |
| 第一季第十五集 | 2013年7月7日  | 《像梦一样自由》 / 汪峰         | 晋级第三轮             |
| 第一季第十五集 | 2013年7月7日  | 《空中的梦想家》 / 张惠妹       |                        |
| 第一季第十八集 | 2013年7月28日 | 《最初的信仰》 / 沙宝亮         |                        |
| 特别节目       | 2013年11月1日 | 《勇敢的心》 / 汪峰             |                        |
| 第二季第二集   | 2014年6月7日  | 《给所有知道我名字的人》 / 赵传 | 加入尚雯婕班级         |
| 第二季第三集   | 2014年6月14日 | 《守护梦想》 / 艾菲             |                        |
| 第二季第五集   | 2014年6月28日 | 《再相见》 / 张钰琪             |                        |
| 第二季第七集   | 2014年7月12日 | 《我们的梦》 / 汪峰             |                        |
| 第二季第十集   | 2014年8月2日  | 《加林赛部落》 / 罗永娟         | 获得特别任务奖         |
| 第二季第十一集 | 2014年8月9日  | 《心愿》 / 新声一班             | 与茜拉班学员王睿卓合作 |
| 第二季第十二集 | 2014年8月16日 | 《旅程》 / 张惠妹               |                        |
| 第二季第十三集 | 2014年8月23日 | 《回到拉萨》 / 郑钧             | 与同班学员王祥如合作   |

### 《明日之子》参赛记录
| 集数   | 播放日期      | 演出曲目                            | 备注                                     |
| ------ | ------------- | ----------------------------------- | ---------------------------------------- |
| 第二集 | 2019年6月29日 | 《Baby Don't Cry》 / 张钰琪         | 初选演唱曲目，获评6星                    |
| 第二集 | 2019年6月29日 | 《月亮代表我的心》 / 陈芬兰         | 六星battle演唱曲目，评级降为5星          |
| 第三集 | 2019年7月6日  | 《我们的爱》 / F.I.R.飞儿乐团       | 与冯希瑶、大牛、黄星侨合作，获评3星      |
| 第四集 | 2019年7月13日 | 《Outside》 / 张钰琪                | 得票数排位第8                            |
| 第五集 | 2019年7月20日 | 《冲一波》 / 吴莫愁                 | 与兰西雅、任丹露合作，获评5星            |
| 第六集 | 2019年7月27日 | 《回答》 / 张钰琪                   | 得票数排位第2                            |
| 第七集 | 2019年8月3日  | 《Don't Break My Heart》 / 黑豹乐队 | 获评6星，晋级14强                        |
| 第八集 | 2019年8月10日 | 《象牙舟》 / 傻子与白痴             | 与傻子与白痴合作，得票数排位第1，晋级8强 |
| 第九集 | 2019年8月17日 | 《Light of Heaven》 / 张钰琪        | 晋级4强                                  |
| 第十集 | 2019年8月24日 | 《我管你》 / 华晨宇                 | 第一轮演唱曲目，与华晨宇合作             |
| 第十集 | 2019年8月24日 | 《Another》 / 张钰琪                | 第二轮演唱曲目，晋级3强                  |
| 第十集 | 2019年8月24日 | 《蓝莲花》 / 许巍                   | 第三轮演唱曲目，获“最强厂牌”候选资格     |
| 第十集 | 2019年8月24日 | 《也许明天不再忧愁》 / 张钰琪       | 第四轮演唱曲目，获“最强厂牌”             |

### 其他综艺节目
| 播放日期       | 节目               | 播放平台           | 备注   |
| -------------- | ------------------ | ------------------ | ------ |
| 2013年7月24日  | 《快乐宝贝GO》     | 金鹰卡通卫视       |        |
| 2013年8月10日  | 《越策越开心》     | 湖南经视           |        |
| 2014年2月15日  | 《疯狂的麦咭》     | 金鹰卡通卫视       | [ 40 ] |
| 2014年9月12日  | 《我家有明星》     | 北京电视台文艺频道 | [ 41 ] |
| 2015年10月3日  | 《中国新声代3》    | 金鹰卡通卫视       | [ 42 ] |
| 2016年2月6日   | 《宝贝迎新春》     | 湖南娱乐频道       | [ 43 ] |
| 2016年5月31日  | 《2016六一惊奇夜》 | 金鹰卡通卫视       |        |
| 2016年9月2日   | 《一起音乐吧》     | CCTV-15            |        |
| 2018年9月8日   | 《中国新声代5》    | 金鹰卡通卫视       | [ 44 ] |
| 2019年10月27日 | 《快乐大本营》     | 湖南卫视           | [ 45 ] |

## 获奖记录
| 时间           | 颁奖典礼               | 奖项             |
| -------------- | ---------------------- | ---------------- |
| 2019年10月31日 | 亚洲新歌榜2019年度盛典 | 年度最具潜力新人 |
| 2024年7月21日  | 2024腾讯音乐娱乐盛典   | 年度突破潜力歌手 |